# Espostoopsis dybowskii
Espostoopsis dybowskii är en kaktusväxtart som först beskrevs av Rol.-goss., och fick sitt nu gällande namn av Franz Buxbaum. Espostoopsis dybowskii ingår i släktet Espostoopsis och familjen kaktusväxter. Inga underarter finns listade i Catalogue of Life.

## Bildgalleri

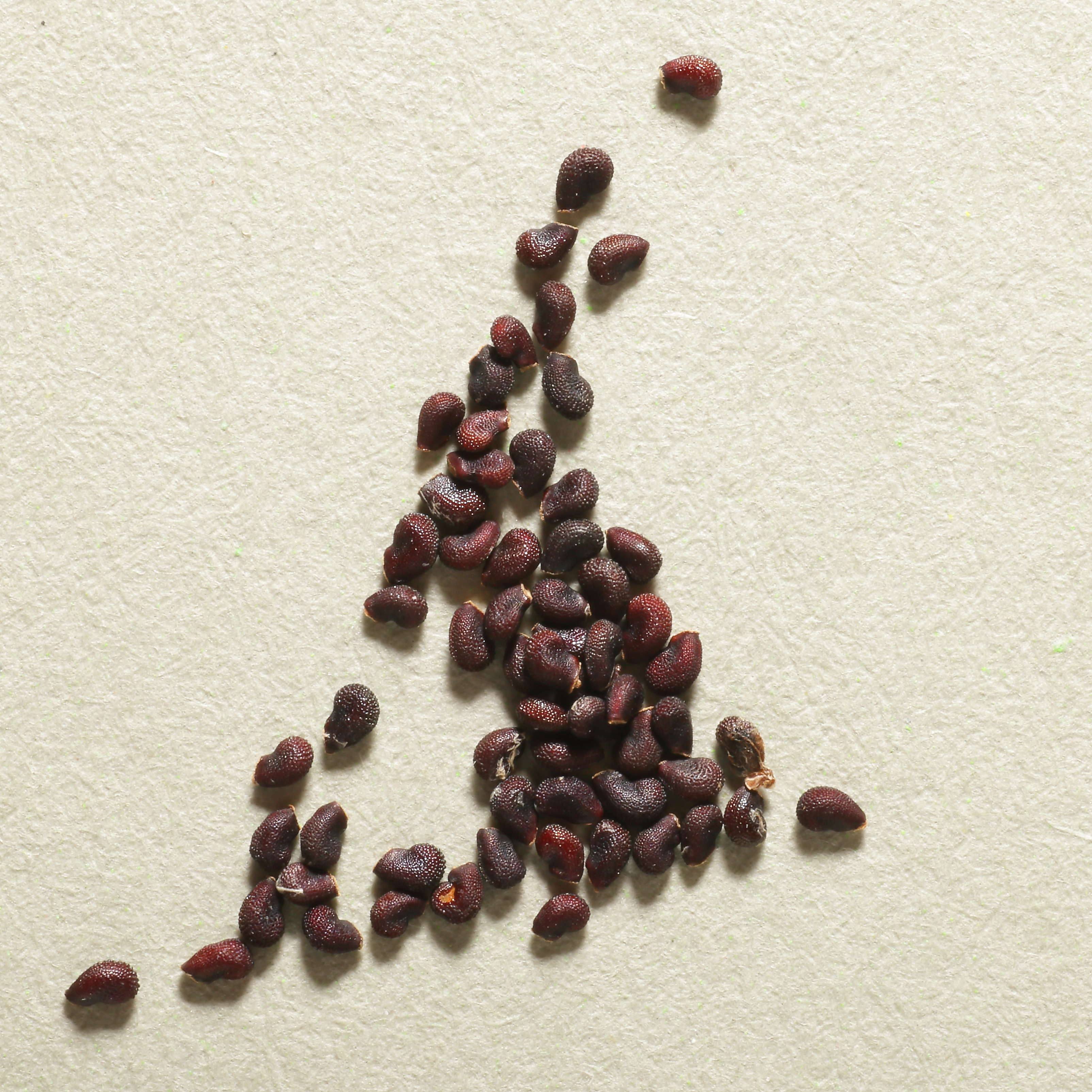